# Grön eld
Grön eld (que en sueco significa «fuego verde») es una escultura de vidrio verde de nueve metros de altura, obra del artista sueco Vicke Lindstrand. El Grön eld se encuentra en Järnvägstorget, en la ciudad sueca de Umeå, enfrente de la Estación central de Umeå, y es una de las obras más famosas de la ciudad. En 1970, año en que se hizo, era la mayor escultura de vidrio del mundo.

## Historia
El director del HSB, Sven Wallander encargó la obra tras ver la estatua Prisma en Norrköping. El HSB pagó el coste de la escultura y la ciudad de Umeå pagó su instalación. La obra pertenece al municipio de Umeå.
Lennart Johansson, quien trabajó en la creación del Grön eld en 1970, declaró a la prensa en diciembre de 2013 que durante la creación de la escultura añadió una fotografía de Mao Zedong a una de las llamas.

## Construcción
Grön eld está formada per tres pilares enroscados de vidrio que se van haciendo más delgados conforme ascienden.
Los pilares de vidrio fueron fabricados con tres mil láminas de vidrio de nueve milímetros de espesor de Emmaboda glasverk. Las láminas de vidrio están unidas con un pegamento de epoxi para que pueda soportar las condiciones climáticas del exterior. La escultura de nueve metros pesa 45 toneladas y se encuentra sobre un pedestal que cuenta con cimientos de pilotes.